# Línea 470 (Interurbanos Madrid)
La línea 470 de la red de autobuses interurbanos de Madrid une el intercambiador de Plaza Elíptica con Humanes y Serranillos del Valle.

## Características
Fue puesta en servicio el 22 de mayo de 2023. Une la capital con Griñón y Humanes, siendo en este último municipio la única opción para llegar en bus a Madrid.
El 1 de octubre de 2024, la línea fue ampliada hasta Serranillos del Valle, manteniendo los mismos horarios.
La línea mantiene los mismos horarios todo el año (exceptuando las vísperas de festivo y festivos de Navidad), circulando únicamente de lunes a viernes laborables. No presta servicio en fines de semana ni festivos.
Está operada por Avanza Movilidad Integral mediante la concesión administrativa VCM-403 - Madrid – Parla – Yunclillos (Viajeros Comunidad de Madrid) del Consorcio Regional de Transportes de Madrid.

## Horarios
| Lunes a viernes laborables |                      |
| Madrid > Serranillos       | Serranillos > Madrid |
| 07:20                      | 06:20                |
| 09:20                      | 08:20                |
| 11:20                      | 10:20                |
| 13:20                      | 12:20                |
| 15:20                      | 14:20                |
| 17:20                      | 16:20                |
| 19:20                      | 18:20                |
| 21:20                      | 20:20                |

## Recorrido y paradas

### Sentido Serranillos del Valle
| Código | Parada                                        | Común con                               | Conexión con Metro | Municipio             | Zona |
| ------ | --------------------------------------------- | --------------------------------------- | ------------------ | --------------------- | ---- |
| 17042  | Intercambiador de Plaza Elíptica (dársena 20) | 460 463                                 | Plaza Elíptica     | Madrid                |      |
| 07641  | Ctra. A42 - Pol. Ind. Prado Overa             | 441 442 443 444 446 460 461 463 464 469 |                    | Madrid                |      |
| 08185  | Ctra. A42 - Pol. Ind. Acedinos                | 455 461 462 469                         |                    | Fuenlabrada           |      |
| 08069  | Ctra. M506 - Cruce Cobo Calleja               | 471                                     |                    | Fuenlabrada           |      |
| 12839  | Ctra. M506 - Av. Cantueña                     | 471                                     |                    | Fuenlabrada           |      |
| 08148  | Ctra. M405 - Pol. Ind. Well S                 | 468 471                                 |                    | Fuenlabrada           |      |
| 15522  | Ctra. M405 - Cerro Pinitos                    | 468 471                                 |                    | Fuenlabrada           |      |
| 08150  | Ctra. M405 - Pol. Ind. Montesol               | 468 471                                 |                    | Fuenlabrada           |      |
| 08152  | Ctra. M405 - Pol. Ind. Codein                 | 468 471                                 |                    | Fuenlabrada           |      |
| 08098  | Santiago Ramón y Cajal - Severo Ochoa         | 468 471                                 |                    | Humanes               |      |
| 08100  | Madrid - Serranillos                          | 468 471                                 |                    | Humanes               |      |
| 08102  | Madrid - Olivo                                | 468 471                                 |                    | Humanes               |      |
| 08104  | Madrid - Muelle                               | 468 471                                 |                    | Humanes               |      |
| 08106  | Ctra. M405 - Campo de fútbol                  | 468                                     |                    | Humanes               |      |
| 08108  | Ctra. M405 - Pol. Ind. Prado Los Caballos     | 468                                     |                    | Humanes               |      |
| 08110  | Ctra. M405 - Fábrica de Cerillas              | 468                                     |                    | Griñón                |      |
| 08112  | Ctra. M405 - Pol. Ind. Las Naciones           | 468                                     |                    | Griñón                |      |
| 16788  | Ctra. M405 - Pol. Ind. Goñi                   | 468                                     |                    | Griñón                |      |
| 08114  | Av. Humanes - Av. Paz                         | 468                                     |                    | Griñón                |      |
| 08116  | Fuente de la Salud - Polideportivo            | 460 468                                 |                    | Griñón                |      |
| 12177  | Ermita - Labradores                           | 460 468                                 |                    | Griñón                |      |
| 12174  | Av. Cañada Toledana - Manantiales             | 460 468                                 |                    | Griñón                |      |
| 12172  | Av. Cañada Toledana - Villar                  | 460 468                                 |                    | Griñón                |      |
| 09134  | Av. Navalcarnero - Urb. Los Nidos             | 460 468                                 |                    | Griñón                |      |
| 12133  | Brezo - Ctra. M-404                           | 460 468                                 |                    | Serranillos del Valle |      |
| 10285  | Ctra. M-404 - Urb. La Sierra                  | 460 468                                 |                    | Serranillos del Valle |      |
| 10286  | C. Madrid - Urb. La Pradera                   | 460 468                                 |                    | Serranillos del Valle |      |
| 09137  | P.º de la Pradera - Pza. del Puente           | 460 468                                 |                    | Serranillos del Valle |      |

### Sentido Madrid (Plaza Elíptica)
| Código | Parada                                        | Común con                               | Conexión con Metro | Municipio             | Zona |
| ------ | --------------------------------------------- | --------------------------------------- | ------------------ | --------------------- | ---- |
| 09137  | P.º de la Pradera - Pza. del Puente           | 460 468                                 |                    | Serranillos del Valle |      |
| 08331  | Madrid - Urb. La Pradera                      | 460 468                                 |                    | Serranillos del Valle |      |
| 09138  | Ctra. M-404 - Urb. La Sierra                  | 460 468                                 |                    | Serranillos del Valle |      |
| 11286  | Ctra. M-404 - Brezo                           | 460 468                                 |                    | Serranillos del Valle |      |
| 09140  | Av. Navalcarnero - Urb. Los Nidos             | 460 468                                 |                    | Griñón                |      |
| 12173  | Av. Cañada Toledana - Jardines Alhambra       | 460 468                                 |                    | Griñón                |      |
| 12175  | Av. Cañada Toledana - Eras                    | 460 468                                 |                    | Griñón                |      |
| 12176  | Ermita - Federico García Lorca                | 460 468                                 |                    | Griñón                |      |
| 08116  | Fuente de la Salud - Polideportivo            | 460 468                                 |                    | Griñón                |      |
| 08115  | Av. Humanes - Luna                            | 468                                     |                    | Griñón                |      |
| 16787  | Ctra. M405 - Pol. Ind. Goñi                   | 468                                     |                    | Griñón                |      |
| 08113  | Ctra. M405 - Pol. Ind. Las Naciones           | 468                                     |                    | Griñón                |      |
| 08111  | Ctra. M405 - Fábrica de Cerillas              | 468                                     |                    | Griñón                |      |
| 08109  | Ctra. M405 - Pol. Ind. Prado Los Caballos     | 468                                     |                    | Humanes               |      |
| 08107  | Ctra. M405 - Av. Unión Europea                | 468                                     |                    | Humanes               |      |
| 08105  | Madrid - Francisco Encinas                    | 468 471                                 |                    | Humanes               |      |
| 08103  | Madrid - Curro Romero                         | 468 471                                 |                    | Humanes               |      |
| 08101  | Madrid - Mallorca                             | 468 471                                 |                    | Humanes               |      |
| 08099  | Santiago Ramón y Cajal - Barrio Picasso       | 468 471                                 |                    | Humanes               |      |
| 08153  | Ctra. M405 - Pol. Ind. Codein                 | 468 471                                 |                    | Fuenlabrada           |      |
| 08151  | Ctra. M405 - Pol. Ind. Montesol               | 468 471                                 |                    | Fuenlabrada           |      |
| 15523  | Ctra. M405 - Nogal                            | 468 471                                 |                    | Fuenlabrada           |      |
| 08149  | Ctra. M405 - Pol. Ind. El Álamo               | 468 471                                 |                    | Fuenlabrada           |      |
| 12840  | Ctra. M506 - Sierra de Gredos                 | 471                                     |                    | Fuenlabrada           |      |
| 08070  | Ctra. M506 - Cruce Cobo Calleja               | 471                                     |                    | Fuenlabrada           |      |
| 08072  | Ctra. A42 - Cruce Cobo Calleja                | 455 460 462                             |                    | Fuenlabrada           |      |
| 08186  | Ctra. A42 - Pol. Ind. Acedinos                | 455 461 462                             |                    | Fuenlabrada           |      |
| 07640  | Ctra. A42 - Pol. Ind. Prado Overa             | 441 442 443 444 446 460 461 463 464 469 |                    | Madrid                |      |
| 17042  | Intercambiador de Plaza Elíptica (dársena 20) | 460 463                                 | Plaza Elíptica     | Madrid                |      |